# Incshon United FC
A Incshon United FC (hangul: 인천 유나이티드 프로축구단) egy dél-koreai labdarúgóklub, melynek székhelye Incshonban található. A klubot 2003-ban alapították és a K League 1-ben szerepel.
A dél-koreai bajnokságot még nem sikerült megnyerniük, a legjobb eredményük egy második hely 2005-ből. Hazai mérkőzéseiket az Incshon Labdarúgó Stadionban játsszák. A stadion 20 891 néző befogadására alkalmas. A klub hivatalos színei a kék-fekete.

## Sikerlista
- Dél-koreai bajnokság második helyezett (1): 2005

## Ismert játékosok
- Szol Kihjon
- I Dzsongszu
- I Gunho
- Cshö Theuk
- I Cshonszu
- Kim Namil
- Maezono Maszakijo